# يان ديت
يان ديت (بالإنجليزية: Ian Date)‏ هو موسيقي أسترالي، ولد في 1960.